# Maite Brik
Maite Brik (Barcelona, 29 de mayo de 1945-Madrid, 28 de septiembre de 2024), nombre artístico de María del Carmen García Matalonga, fue una actriz española.

## Trayectoria
Sus inicios profesionales se sitúan a mediados de la década de 1960 cuando se incorpora a la compañía de teatro de Nuria Espert. Durante tres años permanece en la misma, y tiene ocasión de interpretar a grandes autores tanto clásicos como contemporáneos. Tras formarse junto a John Strasberg ha desarrollado una carrera interpretativa fundamentalmente sobre los escenarios. Entre las obras que ha interpretado se encuentran: Yerma, de García Lorca; Nuestra Natacha (1966), de Alejandro Casona; La casa de las chivas (1969), de Jaime Salom; Lisístrata (1972), de Aristófanes; Divinas palabras (1973), de Valle-Inclán; Esperando a Godot (1978), de Samuel Beckett; Es mentira, de Jesús Campos (1980); La señorita de Tacna (1983), de Vargas Llosa; Don Álvaro o la fuerza del sino (1983), del Duque de Rivas; El público (1987), de Federico García Lorca; Danza de ausencias (2000), de Jesús Campos, y Salomé (2016), de Oscar Wilde.
En 1994 tuvo especial éxito su interpretación de Frida K, de Gloria Montero, sobre Frida Kahlo. Más recientemente intervino en Amor de Don Perlimplín con Belisa en su jardín (2006), de García Lorca y La reina de belleza de Leenane, de Martin McDonagh (2011).
Su carrera en cine y televisión ha sido mucho más exigua. Ha rodado nueve películas, entre las que cabe destacar Extramuros (1985), de Miguel Picazo. En la pequeña pantalla intervino en algunas obras de teatro televisado dentro del espacio Estudio 1, entre las que merece especial mención Los amantes de Teruel (1969).

## Premios
- Premio Unión de Actores a la mejor actriz de reparto de teatro (2005), por Cara de plata.
- Premio crítica de Barcelona, por unanimidad, en 1996 por Frida K.
- Finalista premio Garnacha por La reina de belleza de Leenane.